# كوشك (درة صيدي)
کوشك (بالفارسية: کوشک) هي مستوطنة تقع في إيران في قسم درة صیدي الريفي. يقدر عدد سكانها بـ 34 نسمة .